# Tir als Jocs Olímpics d'estiu de 1896 – Rifle lliure, 300 metres en 3 posicions homes
La prova de rifle lliure a 300 metres en 3 posicions va ser una de les cinc del programa de tir als Jocs Olímpics d'Atenes de 1896. La segona prova de rifle fou la darrera de les proves de tir disputades, l'11 i 12 d'abril. Cada tirador efectuà 40 trets, en rodes de 10. Si bé foren 25 els participants que es van inscriure a la prova, sols foren 20 els qua la van disputar, representant a tres països.

## Medallistes
| Or                       | Plata                    | Bronze             |
| Georgios Orfanidis (GRE) | Ioannis Frangoudis (GRE) | Viggo Jensen (DEN) |

## Resultats
| Posició | Tirador                      | Puntuació    | Encerts      | 1            | 2            | 3            | 4            |
| ------- | ---------------------------- | ------------ | ------------ | ------------ | ------------ | ------------ | ------------ |
| 1       | Georgios Orfanidis (GRE)     | 1.583        | 37           | 328          | 520          | 420          | 315          |
| 2       | Ioannis Frangoudis (GRE)     | 1.312        | 31           | 470          | 192          | 440          | 210          |
| 3       | Viggo Jensen (DEN)           | 1.305        | 31           | 392          | 423          | 280          | 210          |
| 4       | Anastasios Metaxas (GRE)     | 1.102        | Desconegut   | Desconegut   | Desconegut   | Desconegut   | Desconegut   |
| 5       | Pandelís Karasevdàs (GRE)    | 1.039        | Desconegut   | Desconegut   | Desconegut   | Desconegut   | Desconegut   |
| 6-18    | Antelothanasis (GRE)         | Desconegut   | Desconegut   | Desconegut   | Desconegut   | Desconegut   | Desconegut   |
| 6-18    | Georgios Diamantis (GRE)     | Desconegut   | Desconegut   | Desconegut   | Desconegut   | Desconegut   | Desconegut   |
| 6-18    | Alexios Fetsios (GRE)        | Desconegut   | Desconegut   | Desconegut   | Desconegut   | Desconegut   | Desconegut   |
| 6-18    | Karakatsanis (GRE)           | Desconegut   | Desconegut   | Desconegut   | Desconegut   | Desconegut   | Desconegut   |
| 6-18    | Hatzidakis (GRE)             | Desconegut   | Desconegut   | Desconegut   | Desconegut   | Desconegut   | Desconegut   |
| 6-18    | Nikolaos Levidis (GRE)       | Desconegut   | Desconegut   | Desconegut   | Desconegut   | Desconegut   | Desconegut   |
| 6-18    | Sidney Merlin (GBR)          | Desconegut   | Desconegut   | Desconegut   | Desconegut   | Desconegut   | Desconegut   |
| 6-18    | Zinon Michailidis (GRE)      | Desconegut   | Desconegut   | Desconegut   | Desconegut   | Desconegut   | Desconegut   |
| 6-18    | Moustakopoulos (GRE)         | Desconegut   | Desconegut   | Desconegut   | Desconegut   | Desconegut   | Desconegut   |
| 6-18    | Pavlos Pavlidis (GRE)        | Desconegut   | Desconegut   | Desconegut   | Desconegut   | Desconegut   | Desconegut   |
| 6-18    | Alexandros Theofilakis (GRE) | Desconegut   | Desconegut   | Desconegut   | Desconegut   | Desconegut   | Desconegut   |
| 6-18    | Ioannis Theofilakis (GRE)    | Desconegut   | Desconegut   | Desconegut   | Desconegut   | Desconegut   | Desconegut   |
| 6-18    | Nikolaos Trikoupis (GRE)     | Desconegut   | Desconegut   | Desconegut   | Desconegut   | Desconegut   | Desconegut   |
| –       | Leonidas Langakis (GRE)      | No finalitza | No finalitza | No finalitza | No finalitza | No finalitza | No finalitza |
| –       | Ioannis Vourakis (GRE)       | No finalitza | No finalitza | No finalitza | No finalitza | No finalitza | No finalitza |